# 大阪市立浪速小学校・日本橋中学校
大阪市立浪速小学校・日本橋中学校（おおさかしりつ なみはやしょうがっこう・にっぽんばしちゅうがっこう）は、大阪府大阪市浪速区にある公立小中一貫校。通称・愛称は日本橋小中一貫校。

## 概要
浪速区の東部を校区とする施設一体型小中一貫校である。でんでんタウン周辺・今宮戎神社周辺・新世界周辺などが校区に含まれる。
日本橋中学校は1949年に開校した。中学校敷地に小学校を併設する形で、2017年に大阪市立日本橋小学校、大阪市立恵美小学校、大阪市立日東小学校の3小学校が統合して大阪市立浪速小学校を設置し、施設一体型の小中一貫校へと改編されている。

## 沿革

### 前身の小学校
現在の校区にあたる地域には、大阪市立恵美小学校、大阪市立日本橋小学校、大阪市立日東小学校の3小学校が存在していた。
恵美小学校は旧西成郡今宮村の小学校として、また日本橋小学校は大坂三郷の小学校として、それぞれ明治時代初期に創立した。日東小学校は旧東成郡天王寺村の地域にあたり、1924年に逢坂小学校（1946年廃校）から分離する形で開校した。
太平洋戦争の戦災により浪速区では壊滅的な被害を受け、地域の児童数は大幅に減少した。この影響で、現在の校区にあたる地域にはほかにも複数の小学校があったが、戦災の影響を考慮して1946年に恵美・日東の2校に統合され、その後1949年に日本橋小学校が再開した。
しかしその後、少子化・都心部のドーナツ化・地域の高齢化などの要因で、地域の小学校の児童数が大幅に減る形になり、学校の再編が検討されるようになった。

### 日本橋中学校
日本橋中学校は1949年、大阪市立浪速第二中学校として開校した。
1947年の学制改革により新制中学校制度が発足した際、浪速区では区全域でひとつの中学校として、大阪市立浪速第一中学校（現在の大阪市立難波中学校）が設置された。その後戦災復興などを経て、2年後の1949年に大阪市立浪速第二中学校を分離開校した。この浪速第二中学校が日本橋中学校にあたる。開校の際、新入生となる1年生に加えて、浪速第一中学校から校区内在住の2年生が転入する形となった。
浪速第二中学校の創立当初の校舎は、浪速区逢坂下の町（現在の浪速区下寺3丁目17番付近）にあった。太平洋戦争の戦災被害のために廃校になった旧逢坂国民学校の跡地を校舎敷地として使用した。
開校直後の1949年6月2日、大阪市立浪速東中学校と改称した。浪速東中学校への改称の日をもって創立記念日としている。
1954年は旧浪速津国民学校跡地の現在地に分校を設置した。その後1956年に現在地に本校機能を移転し、翌1957年に現在地に完全移転している。
なお、現在地に本校機能を移転した1956年に、現校名の日本橋中学校に改称している。学校創立時の敷地は、児童公園や保育所等に転用されている。

### 小中一貫校への改編
大阪市学校適正配置審議会は2010年、「今後の学校配置の適正化の進め方について（答申）」を出した。答申によると、小規模校では単学級が固定化することにより児童間の人間関係が固定化する状況が生まれること、また教員の配置が少なくなり同学年の教員での指導方法の打ち合わせなどができなくなったり一人で複数の校務を分担することになるなどの負担が出るなど、デメリットがあるなどとして、一定の規模を下回る状況が続くと見込まれる学校については、近隣校との統廃合も含めた再編を検討するとした。統廃合対象校の選定については、児童数・学級数・将来的な児童数の推移予測などの複数の基準を示し、基準ごとに優先順位を付けて着手するとした。
この方針を具体化させる形で、浪速区でも小規模校の再編が検討されることになった。その一環として、各校とも1学年1クラス規模の小規模校となっていた日本橋中学校区内の3小学校についても、再編構想が具体化した。
地域との協議・折衝により、校区内の3小学校を統合し、日本橋中学校に新設小学校を併設する形で、施設一体型の小中一貫校を設置することになった。統合新設される小学校の名称は「大阪市立浪速（なみはや）小学校」と命名された。
小中一貫校化に伴い、校舎の増築が必要になったことや従来の敷地が十分とは言えない広さだったことから、西側に隣接していた関谷町公園を廃止して学校敷地に組み込む形で、校地の拡張をおこなっている。
2017年度に大阪市立浪速小学校が開校し、日本橋中学校とあわせて通称・愛称「日本橋小中一貫校」として教育活動を実施している。

### 年表
- 1949年4月1日 - 大阪市立浪速第二中学校として、旧逢坂国民学校跡地で開校。
- 1949年6月2日 - 大阪市立浪速東中学校と改称。
- 1950年9月3日 - ジェーン台風で校舎一部損壊。
- 1954年7月16日 - 旧浪速津国民学校跡（現在地）に分校を設置。
- 1956年9月1日 - 大阪市立日本橋中学校と改称。従来の分校を本校に、従来の本校を分校にそれぞれ改める。
- 1957年3月31日 - 逢坂分校を廃止。現在地に完全統合。
- 1958年7月1日 - 文部省より産業教育研究指定校となる。
- 1971年11月1日 - 英語科LL教室を設置。LL実験指定校となる。
- 1977年9月27日 - 交通安全優秀校として表彰を受ける。
- 1996年4月1日 - 標準服変更。
- 2017年4月1日 - 大阪市立浪速小学校を併設。通称・愛称「日本橋小中一貫校」として小中一貫教育開始。

## 通学区域
- 大阪市浪速区 下寺1-3丁目、恵美須西1-3丁目、恵美須東1-3丁目、日本橋3-5丁目、日本橋西1-2丁目、日本橋東1-3丁目の全域。
- 大阪市浪速区 難波中2丁目の一部。

2019年度より大阪市全域からの募集を開始している。

## 交通
- Osaka Metro堺筋線・阪堺電気軌道阪堺線 恵美須町駅 北西へ約200m
- 南海高野線 今宮戎駅 北へ約500m
- 南海本線 難波駅 南東へ約700m
- Osaka Metro御堂筋線・Osaka Metro四つ橋線 大国町駅 北東へ約800m

## 出身者
- 森川美穂 - 歌手、大阪芸術大学教授
- 大石豊 -プロボクサー、第33代OPBF東洋太平洋スーパーウェルター級王者